# Tanguy Ndombélé
Tanguy Ndombele Alvaro (n. 28 decembrie 1996, Longjumeau, Île-de-France, Franța) este un fotbalist francez și din Republica Democratică Congo, care joacă pe post de mijlocaș la Galatasaray în Süper Lig, împrumutat de la Tottenham Hotspur FC. Pe plan internațional, are prezențe la națională pentru Franța U21⁠(d) și Franța.

## Carieră

### Olympique Lyonnais
La 31 august 2017, Ndombélé a fost împrumutat pentru un an la Olympique Lyonnais de la Amiens SC. Potrivit L'Équipe, împrumutul a fost făcut în schimbul a 2 milioane de euro, cu o opțiune de 8 pentru achiziția finală a jucătorului plus 250.000 de euro și 20% din o vânzare viitoare.
Debutul său cu tricoul lui Lyon a fost pe 17 septembrie 2017 într-o înfrângere cu 2-0 împotriva lui Paris Saint-Germain din Ligue 1. La 15 februarie 2018 a marcat primul său gol cu Lyon în minutul 46 a victoriei echipei franceze împotriva lui Villarreal CF pentru a 32-a rundă a Ligii Europa UEFA 2017-18.

## Carieră internațională
La 11 octombrie 2018, Ndombélé a debutat cu echipa națională franceză când la înlocuit pe Paul Pogba într-un meci amical împotriva echipei naționale a Islandei pe Stade du Roudourou din orașul Guingamp.

## Statistici
La 2 martie 2019.
| Club          | Sezon          | Campionat     | Campionat | Campionat | Cupă | Cupă | Cupa Ligii | Cupa Ligii | Europa | Europa | Altele | Altele | Total | Total |
| Club          | Sezon          | Divizie       | M         | G         | M    | G    | M          | G          | M      | G      | M      | G      | M     | G     |
| ------------- | -------------- | ------------- | --------- | --------- | ---- | ---- | ---------- | ---------- | ------ | ------ | ------ | ------ | ----- | ----- |
| Amiens        | 2016–17        | Ligue 2       | 30        | 2         | 0    | 0    | 1          | 0          | —      | —      | —      | —      | 31    | 2     |
| Amiens        | 2017–18        | Ligue 1       | 3         | 0         | 0    | 0    | 0          | 0          | —      | —      | —      | —      | 3     | 0     |
| Amiens        | Total          | Total         | 33        | 2         | 0    | 0    | 1          | 0          | 0      | 0      | 0      | 0      | 34    | 2     |
| Lyon          | 2017–18 (loan) | Ligue 1       | 32        | 0         | 4    | 0    | 4          | 1          | 10     | 1      | —      | —      | 50    | 2     |
| Lyon          | 2018–19        | Ligue 1       | 33        | 0         | 5    | 0    | 2          | 0          | 8      | 2      | —      | —      | 48    | 2     |
| Lyon          | Total          | Total         | 65        | 0         | 9    | 0    | 6          | 1          | 18     | 3      | 0      | 0      | 98    | 4     |
| Total carieră | Total carieră  | Total carieră | 98        | 2         | 9    | 0    | 7          | 0          | 18     | 3      | 0      | 0      | 132   | 6     |